# Kadena
Kadena (嘉手納町, Kadena-chō) est un bourg du district de Nakagami, situé dans la préfecture d'Okinawa, au Japon. Son nom okinawaïen est Kadina.

## Géographie

### Situation
Le bourg de Kadena est situé sur la côte occidentale du sud de l'île d'Okinawa, au Japon.

### Démographie
Au 28 février 2025, la population de Kadena s'élevait à 12 921 habitants répartis sur une superficie de 15,12 km2.

## Culture locale et patrimoine
Kadena abrite une base militaire de l'United States Air Force, Kadena Air Base.

## Patrimoine culturel et naturel
Le bourg de Kadena compte treize éléments désignés ou enregistrés comme patrimoine matériel, culturel ou naturel, au niveau préfectoral ou municipal. 
- Nom (japonais) (type d’enregistrement)

### Patrimoine matériel
- Amas coquillier de Kadena (嘉手納貝塚?) (Municipal)
- Kadena Gusuku (嘉手納グスク?) (Municipal)
- Site archéologique de la colline sud de l’estuaire de la rivière Hija-gawa (比謝川口南丘陵遺跡?) (Municipal)

### Sites historiques
- Château de Yara (屋良城跡 (大川城)?)
- Étang sacré de Yara Muruchi (屋良ムルチ?)
- Groupe d’amas coquilliers de Noguni (野国貝塚群?) (Préfectoral)
- Pont de Hija (比謝橋?)
- Route pavée de la colline d’Amagā-bira (天川坂?)
- Temple de Noguni Sōkan (野國總管宮?)
- Tombe de Noguni Sōkan (野国総官の墓?)  (Préfectoral)

### Monuments naturels
- Digitale variée (Erythrina variegata) de la tombe de la famille Shimabukuro (島袋家基地の大デイゴ?) (Municipal)
- Digitale variée (Erythrina variegata) de l’école primaire de Kadena (嘉手納小学校の大デイゴ?) (Municipal)
- Figuier des banians du site rituel de Kadena Uganju (字嘉手納拝所の大ガジュマル?) (Municipal)